# سیارک ۱۳۶۳۸
سیارک ۱۳۶۳۸ (به انگلیسی: 13638 Fiorenza، نامگذاری:1996CJ7) سیزده هزار و ششصد و سی و هشتمین سیارک کشف شده‌است که در ۱۴ فوریه ۱۹۹۶ کشف شد.
قدر مطلق سیارک برابر ۱۸.۶ است.